# Lystrup
Lystrup är en ort i Danmark. Den ligger i Århus kommun och Region Mittjylland. Antalet invånare är 10 436. Närmaste större samhälle är Århus, 9 km söder om Lystrup.